# Hochstift Speyer
Das Hochstift Speyer war ein Territorium im Heiligen Römischen Reich und bis zu seiner endgültigen Säkularisation 1803 der weltliche Herrschaftsbereich des Fürstbischofs von Speyer. Das Territorium des Hochstifts umfasste Gebiete in den heutigen Bundesländern Rheinland-Pfalz und Baden-Württemberg. Weitere Gebiete im Unterelsass waren bereits im 17. und 18. Jahrhundert unter französische Souveränität gelangt.

## Geographie
Das Hochstift Speyer gehörte zum Oberrheinischen Reichskreis und umfasste mit einer Gesamtfläche von 28 Quadratmeilen (etwa 1540 km²) Gebiete beiderseits des Rheins um Bruchsal mit der Landfautei am Bruhrain (rechtsrheinisch) und in der linksrheinischen Pfalz. Um 1800 zählte das Hochstift etwa 55.000 Einwohner.

## Geschichte

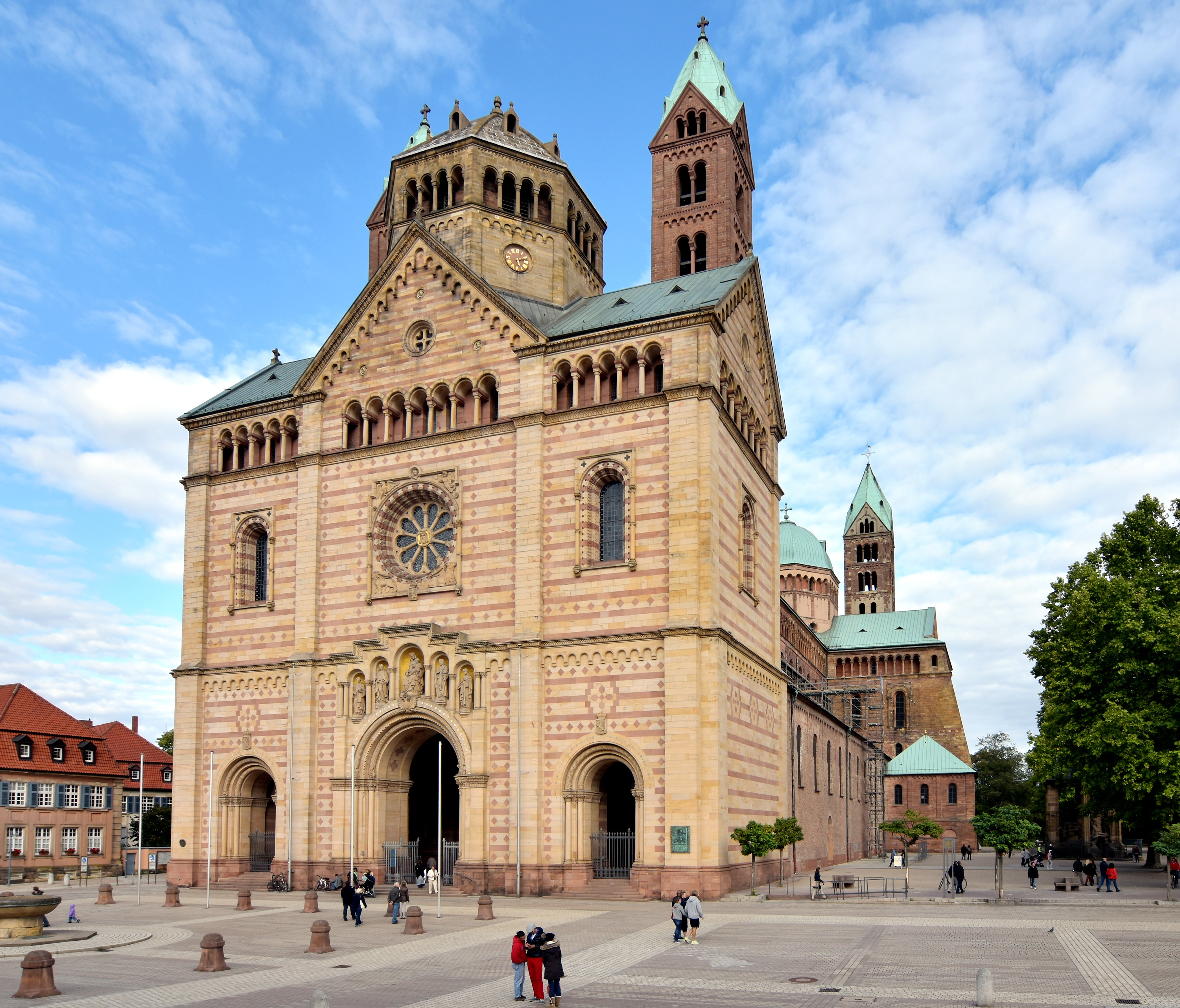
Bischofskirche Speyerer Dom

Ein Bistum Speyer existierte möglicherweise bereits seit dem 3. oder 4. Jahrhundert, erstmals urkundlich erwähnt wurde es im Jahre 614. Zunächst (bis 748) gehörte es zum Erzbistum Trier, danach bis zur Auflösung 1803 zum Erzbistum Mainz.
Die Geschichte des Hochstifts Speyer begann spätestens im 7. Jahrhundert, als das Bistum Speyer Königsgut im Speyergau erhielt. Im 10. und 11. Jahrhundert kamen weitere Gebiete hinzu, auch Rechte und Besitz im Lahngau, u. a. in der Grafschaft Solms (Adelsgeschlecht), durch Schenkungen Kaiser Ottos des Großen. 1030 wurde der Bau des Doms begonnen, der 1061 geweiht wurde. 1086 verlieh Kaiser Heinrich IV. dem Hochstift die restlichen Teile der Grafschaft des Speyergaus. Sitz der Bischöfe war die Bischofspfalz Speyer.
Ab 1111 lösten sich die Bürger der Stadt zunehmend aus der Herrschaft des Bischofs. 1230 wurde erstmals ein Bürgermeister erwähnt. 1294 erhielt Speyer den Status einer freien Reichsstadt. Der Bischof verlegte 1371 seine Residenz nach Udenheim (dem heutigen Philippsburg), welches Anfang des 17. Jahrhunderts durch Bischof Philipp Christoph von Sötern zur Festung Philippsburg ausgebaut wurde. Dort residierten die Fürstbischöfe von 1371 bis 1723, anschließend in Bruchsal in einem neu errichteten Schloss.
Durch französische Reunionen ab 1681, die 1697 im Frieden von Rijswijk anerkannt wurden, kamen erste Teile der linksrheinischen Gebiete des Hochstifts unter französische Landeshoheit. Die linksrheinischen Teile des Hochstifts wurden durch den Frieden von Lunéville 1801/02 nach vorheriger Eroberung durch französischen Revolutionstruppen an Frankreich abgetreten, während die rechtsrheinischen durch die im Reichsdeputationshauptschluss von 1803 festgelegte Säkularisation der geistlichen Fürstentümer an die Markgrafschaft Baden fielen.

Bischofspfalz Speyer vor 1689
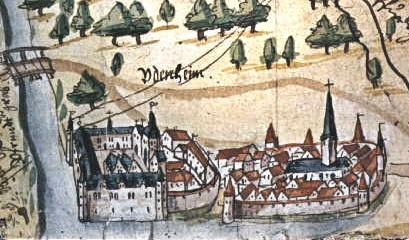
Udenheim-Philippsburg mit Schloss der Bischöfe von Speyer, 1590
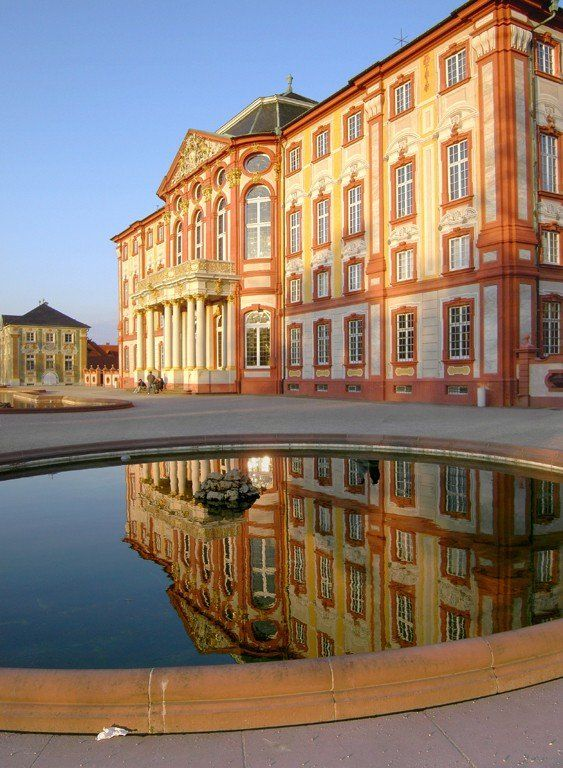
Bischofsresidenz Schloss Bruchsal
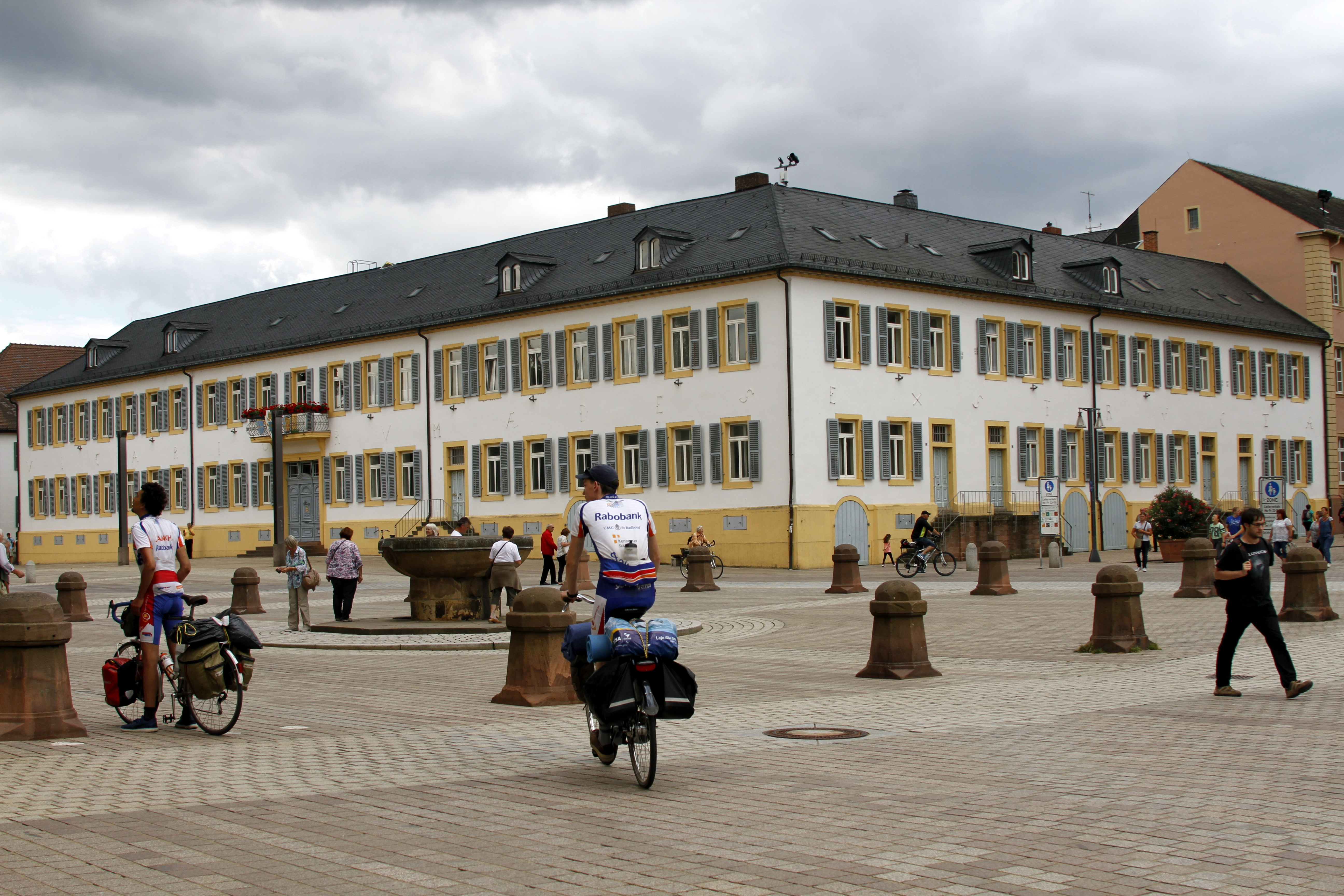
Heutige Bischofsresidenz: ehemaliger Vikarienhof

## Herrschaftsbereich
Im Lauf der Jahrhunderte umfasste der Herrschaftsbereich des Hochstifts Speyer eine Vielzahl von Burgen, Festungen, Schlössern und Residenzen sowie zugehörige Ämter und Ortschaften. Um 1765 zählten zum Hochstift laut Büschings Neuer Erdbeschreibung und Freys Beschreibung des Rheinkreises:

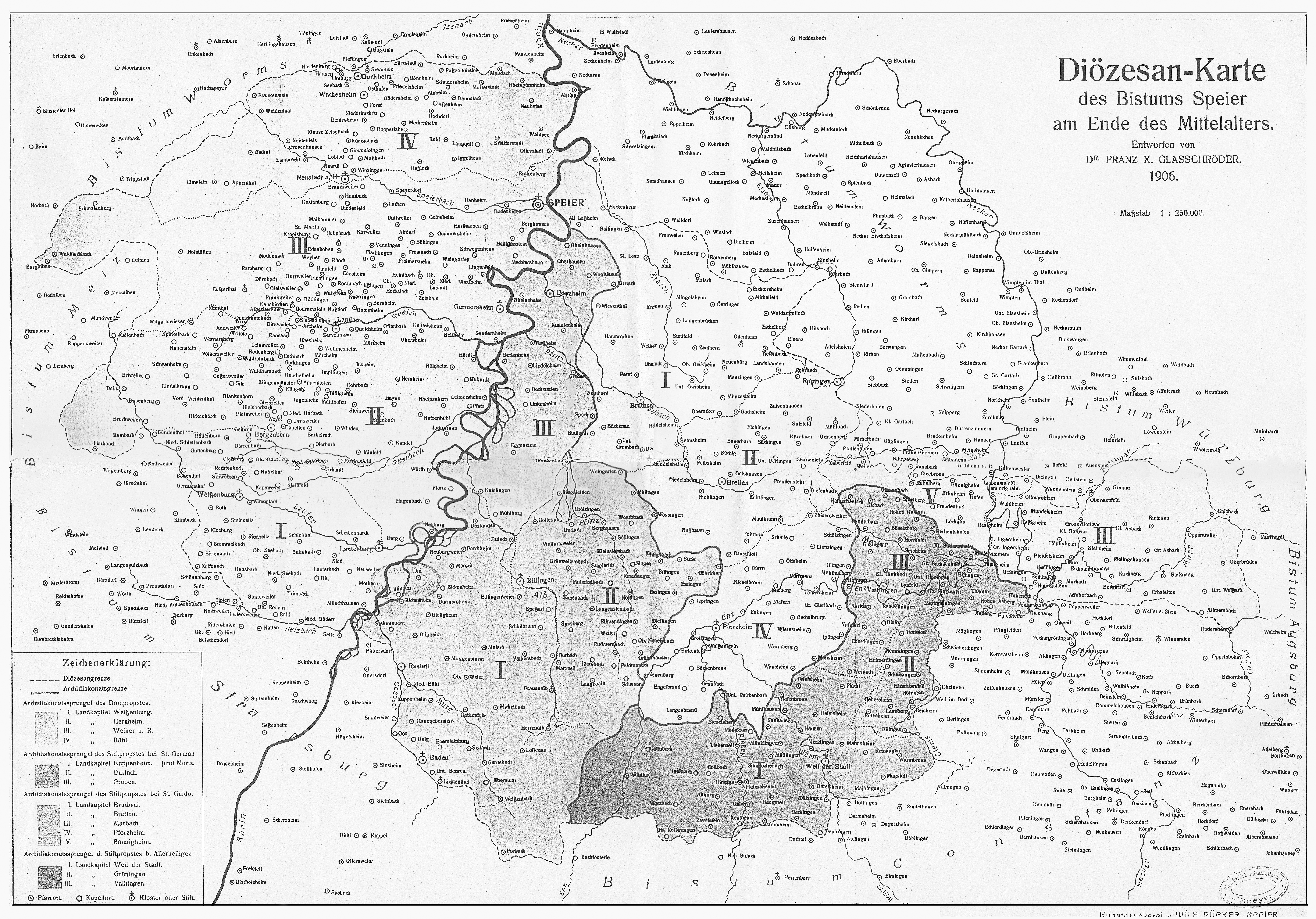
Diözesan-Karte des Bistums Speyer (um 1500)
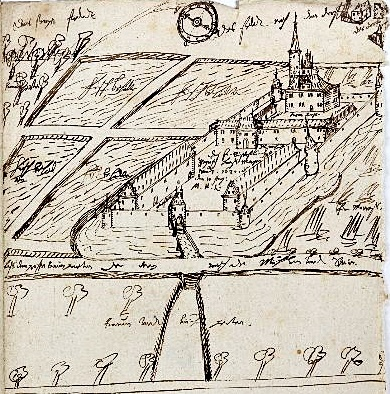
Zeichnung der Burg Marientraut, gefertigt von Landgraf Moritz von Hessen-Kassel, 1630
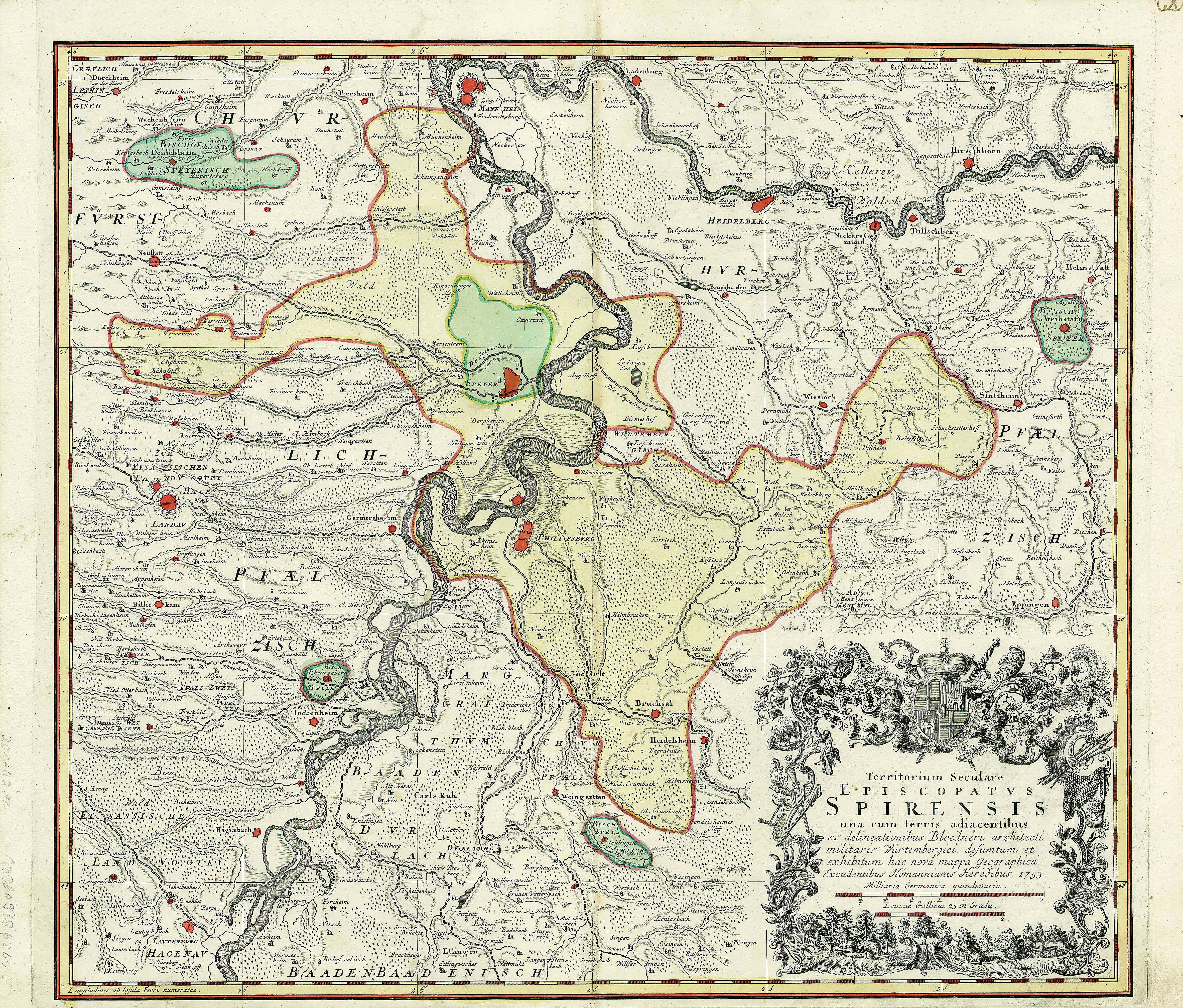
Fürstbistum Speyer (Homannsche Erben 1753)
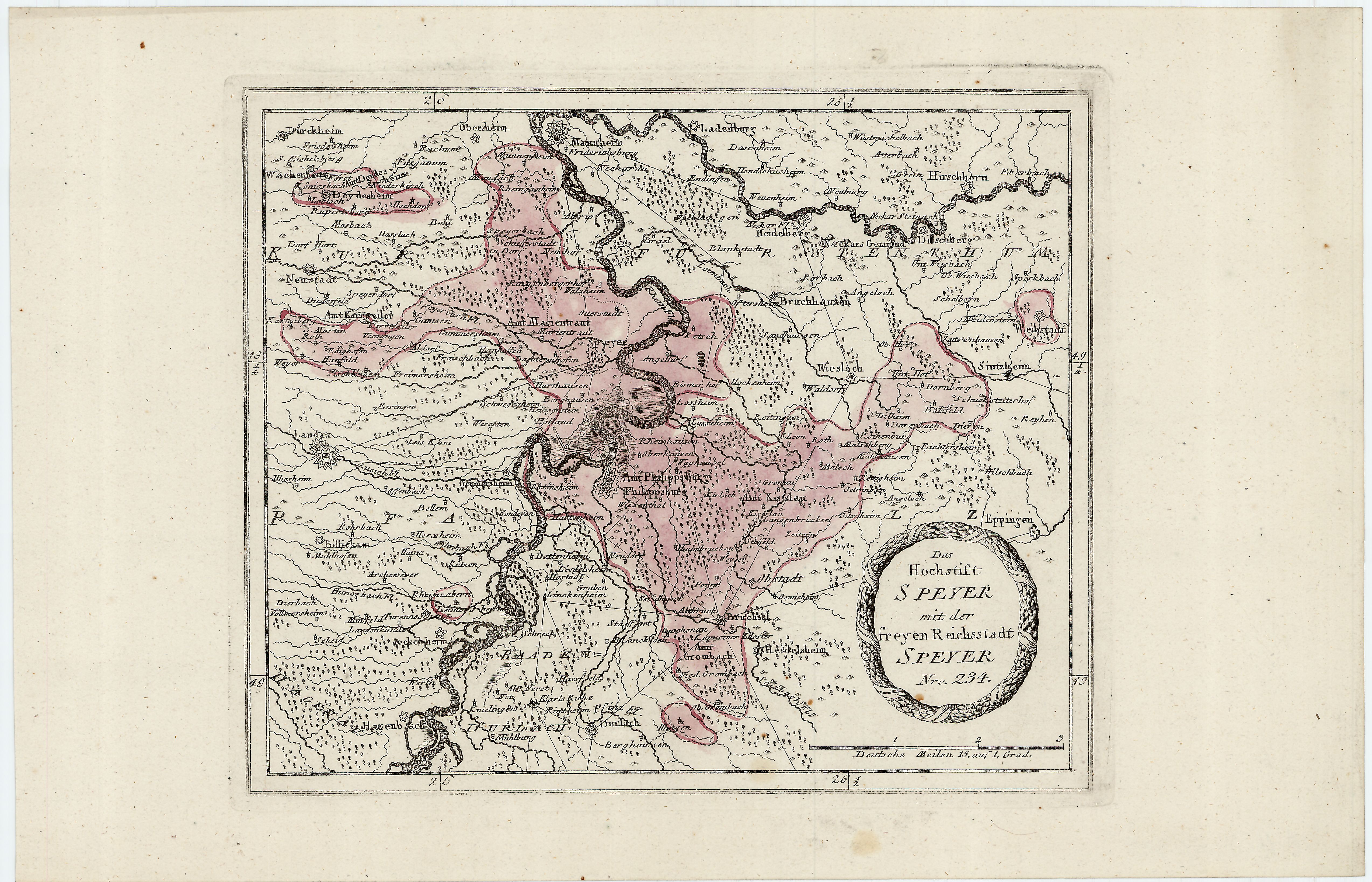
Hochstift Speyer mit freier Reichsstadt Speyer 1791

### Rechtsrheinisch
- Vizedom- oder Oberamt Bruchsal mit der Residenzstadt Bruchsal und dem Jagdschloss Altenbürg im heutigen Karlsdorf, weiter fünf Dörfer: Büchenau, Büchig, Neibsheim, Neuenbürg und Neuthard
- Oberamt Kislau mit dem Schloss Kislau, Langenbrücken, Mingolsheim, Ubstadt und noch elf Dörfer: Forst, Hambrücken, Kirrlach, St. Leon, Östringen, Rettigheim, Rot, Stettfeld, Weiher, Kronau und Zeutern
- Amt Grombach mit dem Städtchen Obergrombach mit einem bischöflichen Schloss und dem Dorf Untergrombach
- Amt Rotenberg mit dem Städtchen Rotenberg mit einem verfallenen Bischofsschloss, Malsch, Rauenberg mit einem bischöflichen Schloss, weiter fünf Dörfer: Balzfeld, Dielheim, Horrenberg, Malschenberg und Mühlhausen
- Amt Philippsburg mit der Stadt Philippsburg, Huttenheim, Neudorf, Oberhausen, Rheinhausen, Rheinsheim, Wiesental und die Amtskellerei Waghäusel sowie das dortige Lust- und Jagdschloss Eremitage, weiter Alt- und Neulußheim und des Domkapitels Dorf Ketsch
- Stadtschultheißerei Waibstadt
- Gemeinsam mit Baden: Amt und Stadt Gernsbach mit Scheuern und Staufenberg
- Illingen bei Rastatt, welches der Vogt zu Gernsbach mitverwaltete
- Des Domkapitels Amt Jöhlingen mit Jöhlingen, Bauerbach, Wöschbach, Ober- und Unterwesingen und Dürrenbüchig
- Gemeinsam mit dem Hochstift Worms: Amt Neckarsteinach, wobei Neckarsteinach und Darsberg gemeinschaftlich waren und Brombach nur speyerisch
- Herrschaft Neuhausen: Bestehend aus den Dörfern Neuhausen auf den Fildern und Pfauhausen am Neckar (die Herrschaft Neuhausen war seit 1269 hohenbergisch und seit 14. Jh. habsburgisch, erst 1769 wurde sie fürstbischöflich-speyerisch)

### Linksrheinisch
- Oberamt Kirrweiler mit dem Städtchen Kirrweiler und dem Schloss Marienburg mit Alsterweiler, Diedesfeld, Freimersheim, Geinsheim, Grevenhausen, Großfischlingen, Hambach, Maikammer, St. Martin, Venningen und Weyher
- Amt Edesheim mit dem Marktflecken Edesheim, Hainfeld und Roschbach
- Amt Deidesheim mit der Stadt Deidesheim und dem Schloss Deidesheim mit Forst, Hochdorf, Königsbach, Lindenberg, Niederkirchen und Ruppertsberg, weiter des Domkapitels Dorf Rödersheim
- Amt Marientraut mit Hanhofen und der Burg Marientraut, mit Berghausen, Dudenhofen, Harthausen, Heiligenstein, Schifferstadt und Waldsee, weiter das Dorf Otterstadt, das dem Stift St. Guido zu Speyer gehörte, weiter die Ganerben

### Linksrheinisch unter französischer Souveränität
- Gefürstete Propstei Weißenburg mit Zubehör
- Oberamt Lauterburg mit der Stadt Lauterburg, Rheinzabern und Jockgrim mit einer Burg, sowie weiteren 17 Dörfern
- Amt Madenburg mit der im Pfälzischen Erbfolgekrieg von der französischen Armee zerstörten Madenburg, Arzheim und noch vier Dörfer
- Amt Dahn mit sieben Dörfern